# Kattklo
Kattklo (Dolichandra unguis-cati) är en art i familjen katalpaväxter och förekommer naturligt från Mexiko till Västindien, Venezuela och söderut till norra Argentina. Arten odlas ibland prydnadsväxt i varma länder. 

## Synonymer
För vetenskapliga synonymer, se Wikispecies.